# 法光寺 (あま市花正)
法光寺（ほうこうじ）は、愛知県あま市花正郷中66にある浄土真宗大谷派の寺院。山号は栗園山。本尊は木造阿弥陀如来立像。

## 由緒
創建年は不詳。『尾張徇行記』によれば、天文年間（1532年 - 1554年）、安芸国より善代が来て再興したと伝える。いずれにしても正保元年（1644年）12月16日の火災で古記録が全て焼失したため判然としない。
1968年（昭和43年）、本堂改修中に屋根裏から『切死丹門記』が発見された。この古文書ではキリシタンについて触れられていないが、伝法によれば隠れキリシタンの言い伝えが残っている。
1990年（平成2年）の調査で本堂北側から様々な形態の供養塔の残石が発見されている。